# امامزادة شاة غيب (مقاطعة فيروزآباد)
امامزادة شاة غيب (بالفارسية: امامزاده شاه غیب) هي قرية تقع في قسم خواجه‌اي الريفي (مقاطعة فيروزآباد) في إيران.